# Юри Арнаудов
Юри Арнаудов е български сценарист и режисьор.
Роден е в град Шумен на 25 септември 1917 г. Завършва Юридическия факултет на Софийския университет. Умира на 26 октомври 1976 г.

## Филмография
Като режисьор
- Цар Иван Шишман (1969)
- Калоян (1963)
- Kënga e Rozafës (1959)

Като сценарист
- Цар Иван Шишман (1969)
- Kënga e Rozafës (1959)